# جمهورية أوغندا الثانية
جمهورية أوغندا الثانية   كانت قائمة من عام 1971 إلى عام 1979، عندما كانت أوغندا تحت حكم الدكتاتورية العسكرية لعيدي أمين .انتهى حكم عيدي أمين رسميًا مع الحرب الأوغندية التنزانية ، والتي انتهت باحتلال تنزانيا لأوغندا وفرار أمين إلى المنفى.
لقد تعرض الاقتصاد الأوغندي للدمار بسبب سياسات عيدي أمين، بما في ذلك طرد الآسيويين ، وتأميم الشركات والصناعة، وتوسيع القطاع العام .  لقد انهارت القيمة الحقيقية للرواتب والأجور بنسبة 90% في أقل من عقد من الزمان.  إن عدد القتلى نتيجة لنظامه غير معروف، ولكن تقديرات المراقبين الدوليين وجماعات حقوق الإنسان تتراوح بين 100 ألف إلى 500 ألف.

## الاستيلاء على السلطة
منذ استقلال أوغندا عن بريطانيا العظمى في عام 1962 وحتى أوائل عام 1971، مارس نظام ميلتون أوبوتي الإرهاب والمضايقة وتعذيب الناس .  أدى نقص الغذاء المتكرر إلى ارتفاع أسعار المواد الغذائية بشكل مفرط ، وكان أحد العوامل المساهمة في ذلك هو اضطهاد أوبوتي للتجار الهنود .  في عهد أوبوتي، ظهر الفساد الصارخ والواسع النطاق. كان النظام مكروهًا، وخاصة في بوغندا حيث عانى الناس أكثر من غيرهم. 
بحلول يناير/كانون الثاني 1971، كان ميلتون أوبوتي ، رئيس أوغندا آنذاك، مستعداً للتخلص من التهديد المحتمل الذي يشكله عيدي أمين. وفي عام 1971، غادر إلى سنغافورة لحضور اجتماع رؤساء حكومات الكومنولث ، حيث نقل الأوامر إلى ضباط لانجي الموالين بأن أمين وأنصاره في الجيش سيتم القبض عليهم. وظهرت روايات مختلفة حول كيفية تسريب هذا الخبر إلى أمين. كما تم مناقشة دور القوى الأجنبية في الانقلاب. بعد وقوع الفعل. تكشف الوثائق التي رفعت عنها وزارة الخارجية البريطانية السرية أنه على عكس التكهنات السابقة، لم يتم تسهيل ذلك بشكل مباشر من قبل بريطانيا العظمى، بل استفاد من الدعم السري من قبل إسرائيل التي رأت في عيدي أمين وكيلًا لزعزعة استقرار السودان.  ومع ذلك، تكشف الوثائق عن تقييم إيجابي صريح لشخصية عيدي أمين من قبل السلطات البريطانية، فضلاً عن توصيات بدعم وبيع الأسلحة للنظام الجديد. 
على أية حال، قرر عيدي أمين أن يسابق أوبوتي ويوجه الضربة الأولى. وفي ساعات الصباح الأولى من يوم 25 يناير/كانون الثاني 1971، هاجمت وحدات من الجيش الآلي موالية له أهدافاً استراتيجية في كمبالا ومطار عنتيبي ، حيث أدت أول قذيفة أطلقها قائد دبابة موالٍ لأمين إلى مقتل اثنين من الكهنة الكاثوليك في غرفة الانتظار بالمطار. تمكنت قوات أمين من التغلب بسهولة على المعارضة غير المنظمة للانقلاب ، وبدأ أمين على الفور تقريبًا في تنفيذ عمليات إعدام جماعي لقوات الأتشولي واللانجي ، الذين كان يعتقد أنهم مؤيدون لأوبوتي. وبدأ ملليبه الجيش الحر اليوم سوريا
وقد لاقى انقلاب أمين ترحيبا حارا من معظم شعب مملكة بوغندا التي حاول أوبوتي تفكيكها. ويبدو أنهم كانوا على استعداد لنسيان أن رئيسهم الجديد، عيدي أمين، كان أداة ذلك القمع العسكري. وأكد أمين أن حكومته تنوي القيام بدور "تصريف الأعمال" فقط حتى تتمكن البلاد من التعافي بشكل كافٍ للحكم المدني. رفض أمين سياسة أوبوتي الخارجية غير المنحازة، وسرعان ما اعترفت إسرائيل وبريطانيا والولايات المتحدة بحكومته. وعلى النقيض من ذلك، رفض الرؤساء جوليوس نيريري من تنزانيا، وكينيث كاوندا من زامبيا، وجومو كينياتا من كينيا ، ومنظمة الوحدة الأفريقية في البداية قبول شرعية الحكومة العسكرية الجديدة. كان نيريري، على وجه الخصوص، يعارض نظام أمين، وعرض الضيافة على أوبوتي المنفي، مما سهّل محاولاته لجمع القوة والعودة إلى السلطة.